# Bicicleta híbrida

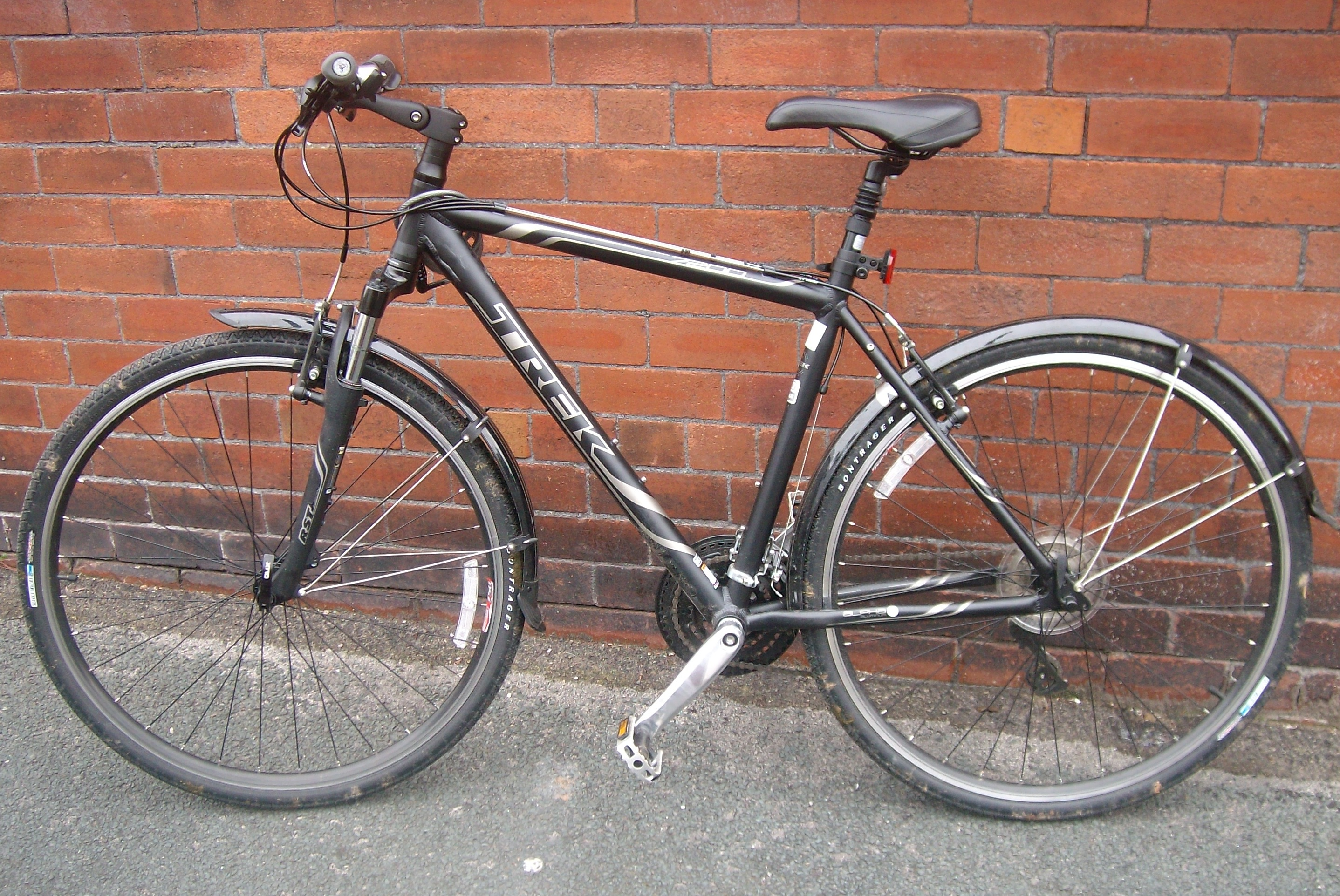

Las bicicletas híbridas combinan características de bicicletas de carretera más especializadas, bicicletas de turismo y bicicletas de montaña. El "híbrido" resultante es una bicicleta de uso general que puede tolerar una amplia gama de condiciones y aplicaciones de conducción. Su estabilidad, comodidad y facilidad de uso los hacen populares entre los ciclistas novatos, ciclistas ocasionales, viajeros y niños.
Los híbridos suelen tomar prestados los manillares planos y rectos y la postura del asiento erguido de una bicicleta de montaña, que muchos ciclistas encuentran cómoda e intuitiva. Los híbridos también emplean ruedas más ligeras, delgadas y suaves de las bicicletas de carretera, lo que permite una mayor velocidad y menos esfuerzo cuando se conduce por la carretera. Las bicicletas híbridas a menudo tienen lugares para montar bastidores y bolsas para transportar pertenencias, al igual que una bicicleta de turismo.
Las bicicletas híbridas han generado numerosas subcategorías que satisfacen una diversidad de pasajeros. Se clasifican según sus prioridades de diseño, como las optimizadas para la comodidad o el estado físico, y las que se ofrecen como bicicletas urbanas, de cross o de cercanías.

## Historia
Desde principios del siglo XX hasta después de la Segunda Guerra Mundial, el roadster utilitario constituyó la mayoría de las bicicletas para adultos vendidas en el Reino Unido y en muchas partes del Imperio Británico. En Gran Bretaña, la popularidad del roadster disminuyó notablemente a principios de la década de 1970, ya que un auge en el ciclismo recreativo hizo que los fabricantes se concentraran en bicicletas deportivas de cambio ligero (23-30 lb) y asequibles, en realidad versiones ligeramente modificadas de la bicicleta de carreras de la era. En la década de 1980, los ciclistas del Reino Unido comenzaron a pasar de las bicicletas de carretera a modelos todo terreno como la bicicleta de montaña. El marco robusto de la bicicleta de montaña y la capacidad de transporte de carga le dieron una versatilidad adicional como bicicleta de uso general, usurpando el papel que antes desempeñaba el roadster. Para 1990, el roadster estaba casi muerto; Si bien las ventas anuales de bicicletas en el Reino Unido alcanzaron un récord histórico de 2.8 millones, casi todas fueron modelos de montaña y de carretera / deportivos. Sin embargo, se estaba produciendo una situación diferente en la mayoría de los países asiáticos: los roadsters todavía se fabrican y utilizan ampliamente en países como China, India, Tailandia, Vietnam y otros, así como en partes del noroeste de Europa.

## Bicicleta de trekking

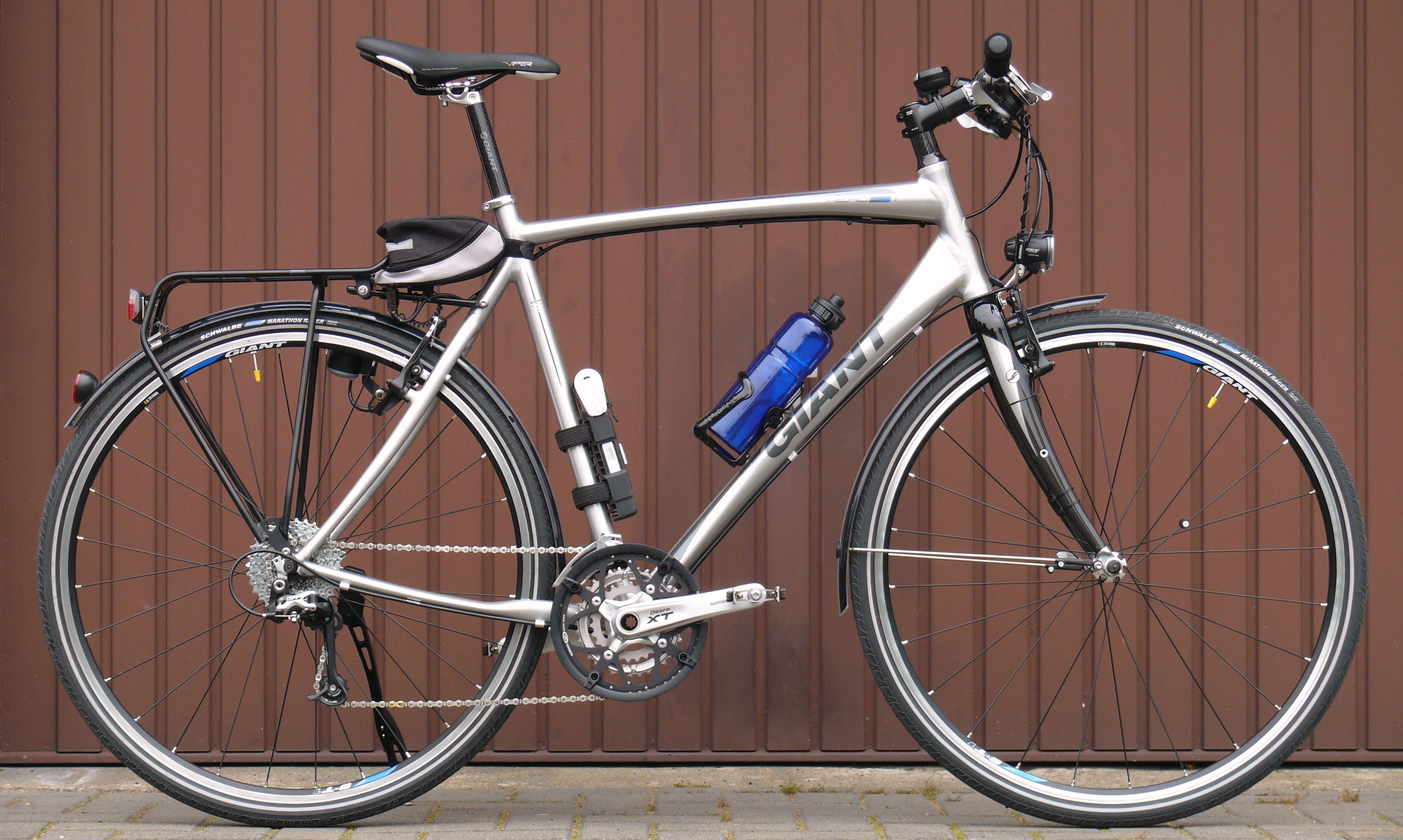
Bicicleta de trekking ligera

Una bicicleta de trekking es un híbrido con todos los accesorios necesarios para viajar en bicicleta: guardabarros, portaequipajes, luces, etc.

## Cross bike
Las bicicletas de cross utilizan un cuadro de bicicleta de carretera similar a una bicicleta de carrera o deportiva de turismo y normalmente están equipadas con manillares casi planos para proporcionar una posición de conducción más erguida que una bicicleta de carrera o deportiva de turismo. Como bicicleta híbrida diseñada para uso general recreativo y utilitario, la bicicleta de cross se diferencia de la bicicleta de ciclo-cross, que es una bicicleta de carreras diseñada expresamente para competir en el deporte de la competición de ciclo-cross. Las bicicletas de cross están equipadas con ruedas de 700c (ISO 622) que utilizan neumáticos semipastificados algo más anchos (1,125–1,25 pulgadas o 28,6–31,8 mm) que los de la mayoría de los modelos de carreras o deportivos de turísticos. El ancho y la banda de rodadura adicionales de la llanta están destinados a darle al híbrido de bicicleta cruzada cierta capacidad para lidiar con superficies ásperas o llenas de basura que se pueden encontrar en senderos para bicicletas pavimentados o sin pavimentar, como grava, hojas, arena compacta y lodo poco profundo. La mayoría de las bicicletas cruzadas se inclinan hacia un uso moderado fuera del pavimento y un peso ligero, por lo que normalmente no están equipadas con guardabarros, luces o portaequipajes. Las ruedas más grandes de 700c son un poco más rápidas en superficies pavimentadas y pueden brindar una ventaja para viajes más largos o para viajes.

## Bicicletas domésticas
La bicicleta de cercanías o domésticas es un híbrido diseñado específicamente para viajar en distancias cortas o largas. Por lo general, cuenta con cambios de velocidades, ruedas de 700c con neumáticos bastante ligeros de 1 1⁄8 de pulgada (29 mm), un portaequipajes, guardabarros completos y un marco con puntos de montaje adecuados para la fijación de varias cestas o alforjas de transporte de carga. A veces, aunque no siempre, tiene un protector de cadena cerrado para permitir al ciclista pedalear la bicicleta con pantalones largos sin enredarlos en la cadena. Una bicicleta de cercanías bien equipada generalmente cuenta con luces delanteras y traseras para usar en las primeras horas de la mañana o en las últimas horas de la noche al comienzo o al final de un día hábil.